# Фонтівільє
Фонтівільє (фр. Fontivillié) — муніципалітет у Франції, у регіоні Нова Аквітанія, департамент Де-Севр. Фонтівільє утворено 1 січня 2019 року шляхом злиття муніципалітетів Шаїй i Сом. Адміністративним центром муніципалітету є Шаїй. Населення — 793 особи (01.01.2021).